# ويليام شو (سياسي)
ويليام شو هو طبيب أسنان وسياسي كندي، ولد في 13 أكتوبر 1932 في مونتريال في كندا، وتوفي في مايو 2018 في كندا. حزبياً، نشط في حزب المساواة ‏. وقد انتخب عضو الجمعية الوطنية في كيبك ‏ عن دائرة Pointe-Claire (electoral district) ‏ (1976 – 1981).